# María José Ferrada
María José Ferrada Lefenda (Temuco, 1977) é jornalista e escritora chilena, mestrado em Estudos da Ásia e Pacífico pela Universidade de Barcelona. Seus livros infantis têm sido publicados no Chile, Espanha, Argentina, Colômbia, Brasil, México e Itália. Tem sido galardoada com numerosos prémios literários de diferentes países.

## Obras

### Literatura infantil e juvenil
- Mundo raro (Kalandraka, Espanha, 2010)
- El lenguaje de las cosas (El Jinete Azul, Espanha, 2011/Santillana, Chile, 2016)
- El baile diminuto (DasKapita, Chile, 2011/Kalandraka, Espanha, 2012)
- Animalario (Oxford University Press, Espanha, 2012)
- Geografía de Máquinas (Pehuén, Chile, 2012/Ojoreja, Argentina, 2013)
- El idioma secreto (Faktoría K, Espanha, 2013)
- Niños (Grafito Ediciones, Chile, 2013)
- Las memorias de Hugo, el Chancho de Tierra (Editorial Patagonia, Chile, 2013)
- Notas al Margen (Alfaguara, Chile, 2013)
- Escondido (Ocholibros, Chile, 2014/Ozé, Brasil, 2016)
- El día de Manuel (Santillana, Chile, 2014/Lo que leo, Argentina, 2016/Kaisei-sha, Japão, 2017)
- Animalarte (Colección de arte para niños) (Ekaré Sur, Chile, 2015)
- Tienes un vestido blanco (A buen paso, Espanha, 2015)
- El árbol de las cosas (A buen paso, Espanha, 2015)
- ¿Quién es Juan? (Planeta, Chile, 2015/ Planeta, Colômbia, 2016)
- Pájaros (Pequeño Editor, Argentina, 2015/Amanuta, Chile, 2016)
- Frutarte (Colección de arte para niños) (Ekaré Sur, Chile 2016)
- Transportarte (Colección de arte para niños) (Ekaré Sur, Chile 2016)
- Un jardín (A buen paso, Espanha, 2016)
- Bajo el cerezo en flor (SM, Chile, 2016)
- Otro país (Planeta, Chile, 2016)
- El interior de los colores (Planeta, Chile, 2016/Planeta, México, 2017)
- La infancia de Max Bill (Santillana, Chile, 2016)
- Il secreto delle cose (Topipittori, Itália, 2017)
- Las visiones fantásticas (Tragaluz, Colômbia, 2017)
- La tristeza de las cosas (Amanuta, Chile, 2017)
- Mexique, el nombre del barco (Libros del Zorro Rojo, Espanha, 2017/Pallas, Brasil, 2017)
- Agua (Ediciones Castillo, México, 2017)

### Novelas
- Kramp (Emecé, Chile, 2017)